# 吉田国昭
吉田 国昭（よしだ くにあき、1944年11月4日 - ）は、香川県出身の元バレーボール全日本女子監督。

## 人物
- 香川県立坂出商業高等学校、大阪学院大学を経てユニチカに入社した。同社のコーチ、監督を担当し1996年から1年間バレーボール全日本女子代表の監督となり、アトランタオリンピックでは期待されたものの結果は9位となり、その後責任を持って辞任した。
- デンソーエアリービーズで2年間監督を務めた後参事を経て、2005年から2年間日立佐和リヴァーレで監督を務めた。
- 1964年に東京オリンピック開催の半年前に助手を務めたことがある[1]。